# Luis Fernando Díaz
Luis Fernando Díaz Marulanda (Barrancas, La Guajira, 13 de enero de 1997) es un futbolista colombiano que juega de extremo izquierdo o delantero centro en el Bayern de Múnich de la Bundesliga de Alemania. Es también internacional absoluto con la selección de Colombia desde el 11 de septiembre de 2018.

## Trayectoria
Desde muy joven inició su carrera de futbolista en el Club Deportivo Juventud Albania, equipo que lo puso a competir en el Torneo nacional Sub-20 y Sub-24, bajo la dirección técnica del exfutbolista Eder Márquez y el apoyo del periodista Julio César Payares, quienes le brindaron apoyo y donde demostraría sus grandes destrezas técnicas, Díaz estuvo representando al combinado nacional con la selección  indígena en el certamen, el futbolista logró mostrar un gran desempeño como extremo izquierdo, mediante el drible, velocidad y toque descrestó al cuerpo técnico de la selección indígena, esto hizo que el Pibe Valderrama y John Jairo "Pocillo" Díaz lo eligieran como uno de sus mejores jugadores para el torneo.
Viajó a Chile a la Copa Americana de Pueblos Indígenas, jugó todos los partidos con Colombia, anotó dos goles y portó el brazalete de capitán.
Luego de la participación, el "Pibe" lo recomendó al Junior de Barranquilla y quedó en la filial del Barranquilla.

### Barranquilla F. C.

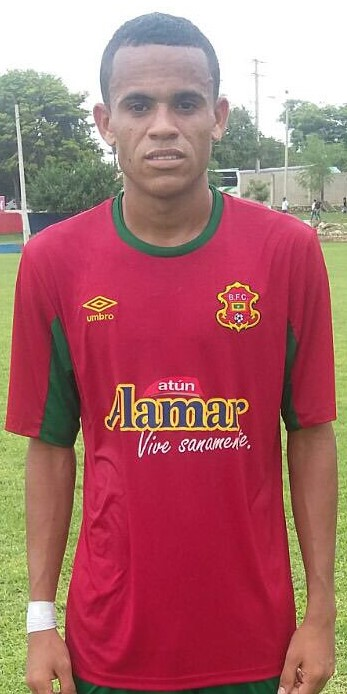
Díaz con el Barranquilla F.C.

Un 15 de mayo de 2016 sucedió un hecho importante para él: en un partido frente al Cúcuta Deportivo en el Estadio Metropolitano Roberto Meléndez anotó su primer gol como profesional, vistiendo los colores del Barranquilla Fútbol Club.
Estando en el Barranquilla F. C., en 2017 fue convocado para la selección de fútbol sub-20 de Colombia.

### Junior de Barranquilla
El entrenador Arturo Reyes le habló sobre Luis Díaz al orientador Julio Comesaña, que cuando vio los movimientos de Díaz lo llamaría para el equipo principal de Junior de Barranquilla sin pensarlo dos veces.
Su debut con el cuadro tiburón fue el 6 de julio del año 2017 en la victoria 0-1 ante Once Caldas en condición de visitante por octavos de final de Copa Colombia 2017. Su primer gran momento se dio en los cuartos de final de la Copa Colombia, ante Millonarios Fútbol Club, cuando sufrió un penal que le permitió a Junior avanzar de fase. La impresión con el guajiro fue muy grata, ante Cerro Porteño por la Copa Sudamericana impresionó a las gradas del Estadio Metropolitano Roberto Meléndez anotando su primer gol con Junior de Barranquilla y aportando en la clasificación a los cuartos de final del certamen internacional. Al final saldría expulsado, pero el público lo arropó aplaudiéndole.
El 24 de marzo de 2018 consiguió su primer doblete en la goleada 3-0 sobre Once Caldas. A su vez, en diciembre del mismo año, fue titular y uno de los pilares del Junior de Barranquilla que llegó a la primera final internacional de su historia, la Copa Sudamericana 2018, cayendo por definición a penales ante Athletico Paranaense.

### F. C. Porto
El 10 de julio de 2019, Porto hizo oficial su contratación y firmó un contrato por cinco temporadas donde ganaría un millón en cada una de ellas siendo comprado por siete millones de euros. Debutaría el 7 de agosto por la fase previa de la Liga de Campeones ingresando en el segundo tiempo en la victoria como visitantes ante el F. C. Krasnodar de Rusia, debutó en la Liga a los tres días en la derrota 2-1 en casa de Gil Vicente. Marcó su primer gol el 13 de agosto en la derrota 2-3 como locales ante el Krasnodar con lo que quedarían afuera de la Liga de Campeones, el 17 marca su primer gol en la Primeira Liga en la goleada 4 por 0 sobre el Vitória Setúbal, además dando una asistencia. El 20 de octubre marcó su primer doblete con el club en la Copa de Portugal en la goleada 5 a 0 sobre el S. C. Coimbroes, el 24 marcó gol en el empate a un gol contra el Rangers F. C. de Escocia por la Liga Europa de la UEFA. 
El 26 de septiembre de 2020 marcaría su primer tanto de la temporada 2020-21 en la victoria 5 por 0 sobre el Boavista F. C. como visitantes. El 21 de octubre marcó gol en su debut en la Liga de Campeones de la UEFA en la derrota 3-1 contra el Manchester City. El 4 de noviembre anotó nuevamente en el triunfo 5-0 sobre Olympique de Marsella con dos goles de Luis Fernando Díaz, en la misma competición. El 8 de agosto de 2021 marcó en la victoria de Porto 2-0 sobre Belenenses por el primer juego de la Primeira Liga. El  22 de agosto se volvió a reportar con gol en el empate de Porto 1-1 contra Marítimo por la 3 fecha. El 28 de agosto en la siguiente jornada asistió en la victoria 3-0 sobre Arouca. El 11 de septiembre volvería a anotar en el empate 1-1 con Sporting de Lisboa por el clásico portugués. El 19 de septiembre siguió con su impresionante racha goleadora al hacer doblete en la victoria del Porto 5-0 sobre el Moreirense llegando a 5 tantos en 6 fechas disputadas. El 9 de octubre anotaría el tanto del triunfo 1-0 sobre el A. C. Milán por Champions League. El 28 de noviembre nuevamente marcó en la victoria 2-1 sobre Vitória Sport Clube por la Primeira Liga, llegando a diez tantos en el torneo. Su anotación 11 la sirvió en el triunfo 1-0 sobre Sporting Braga el 12 de diciembre por Liga.

### Liverpool F.C.

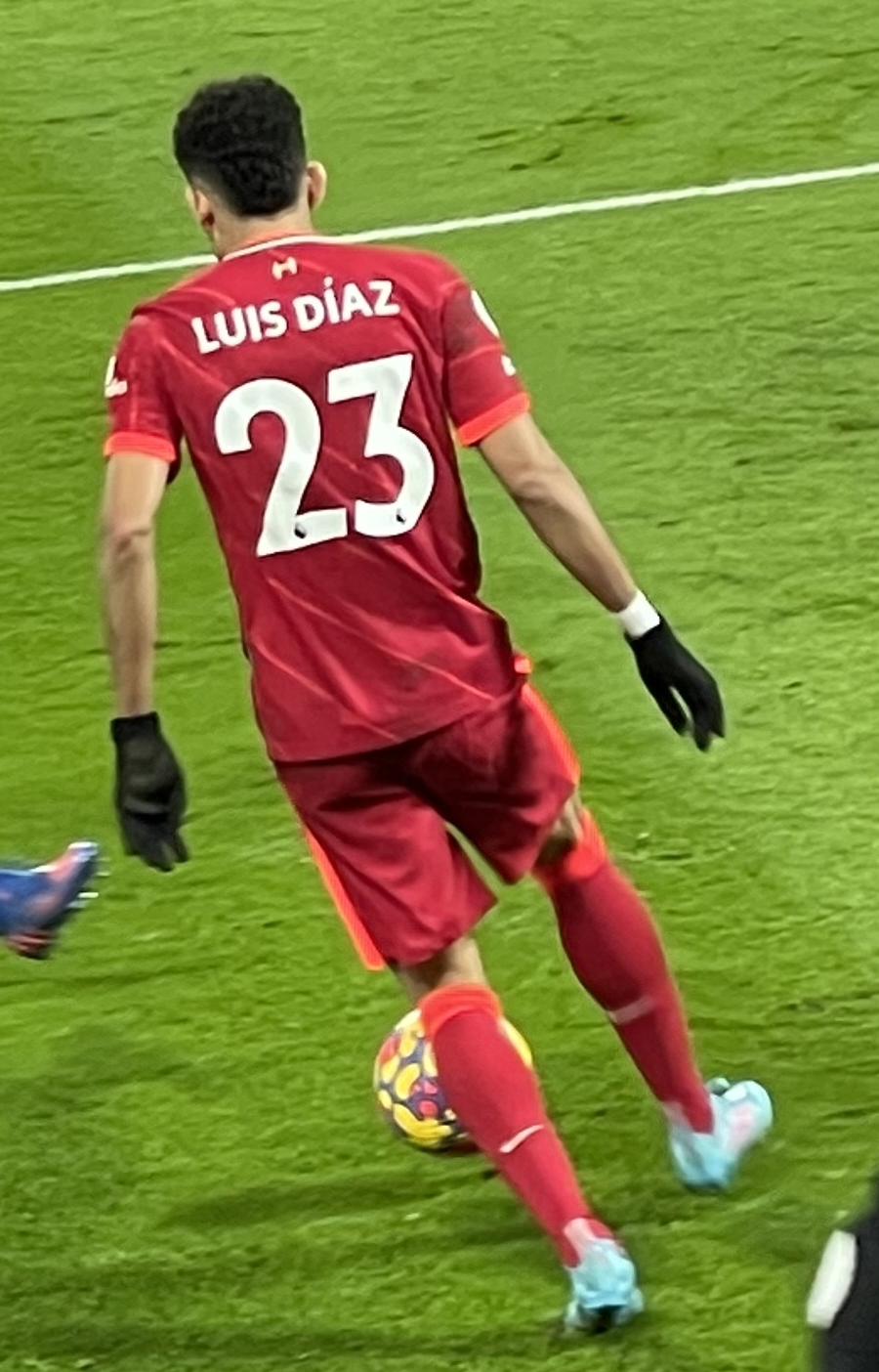
Díaz con el Liverpool.

El 30 de enero de 2022, mientras servía a la Selección Colombia en Argentina, firmó con el Liverpool F. C. de la Premier League por una suma de $45 millones de euros, 40 de ellos de monto fijo y los otros 20 en variables, con una duración de contrato de cinco años, convirtiéndose en el primer colombiano en jugar para los Reds. El 6 de febrero debutó dando una asistencia en la victoria del Liverpool 3-1 sobre Cardiff City por la FA Cup. El 27 de febrero sin que hubiera pasado un mes desde su arribo, obtiene su primer título, ganando la Copa de la Liga de Inglaterra frente al Chelsea F. C. El 13 de marzo marcó su segundo tanto en el triunfo 0-2 sobre el Brighton & Hove Albion Football Club por la Premier League. El 5 de abril llegaba el tercer tanto en la victoria 3-1 sobre el S. L. Benfica, por el juego de ida de los cuartos de final de la Champions League. En semifinales, fue figura en la victoria 2-3 sobre Villarreal C. F. El 7 de mayo siguió con su buena racha marcando en el empate 1-1 con el Tottenham Hotspur F. C. Tres días después dio una asistencia a Mané en el 1-2 sobre Aston Villa por Premier League. El 14 de mayo ganó su segundo torneo, el Liverpool se llevó la FA Cup 2021-22 tras vencer 6-5 en los penaltis al Chelsea F. C. tras un 0-0 en los 90 minutos. Díaz sería elegido mejor jugador de la final.
El 15 de agosto, en la nueva temporada, marcó en el empate de Liverpool 1-1 ante Crystal Palace F. C. por la segunda fecha de la Premier League. El 27 de agosto marcaría su primer doblete en el club, en la histórica goleada 9-0 sobre AFC Bournemouth por Premier League. En la reciente edición de la Liga de Campeones marco un golazo en la derrota 4-1 ante el Napoli.
El 9 de octubre de 2022 contra el Arsenal de visitante, dio una asistencia pero salió lesionado y estuvo por fuera 6 meses. Volvió contra Leeds y marcó gol contra el Tottenham. Sin embargo, no bastó para meterse en puestos de Champions y el Liverpool se clasificó para jugar la Europa League en la temporada 23-24.
El 7 de enero de 2024, marcaría su primer gol de ese año, jugando en el Emirates ante el Arsenal FC en la victoria 0-2 por la tercera ronda de la FA Cup 2023-24. En el mes de abril fue elegido mejor jugador del Liverpool de ese mes en una votación efectuada por fanáticos reds. Como saldo final de la temporada 2023-24 anotó 13 goles y dio 5 asistencias. Luis Díaz tuvo una temporada impresionante con el Liverpool Football Club en la temporada 2024-2025. El 5 de noviembre de 2024, Luis Díaz marcó el primer hat-trick de su carrera en la victoria por 4-0 contra el Bayer Leverkusen por la cuarta jornada de la Champions League, convirtiéndose en el segundo futbolista colombiano en anotar un triplete en la máxima competencia continental de Europa, igualando lo logrado por Faustino Asprilla contra el F. C. Barcelona, cuando jugaba para el Newcastle en la temporada 1996-97. Díaz teminó la temporada con un total de 17 goles y 5 asistencias en 50 partidos jugados en todas las competencias.
Luis Díaz se incorporó al Liverpool en enero de 2022, periodo en el que disputó 148 partidos, 41 goles y 23 asistencias. La temporada pasada, ayudó al equipo de Arne Slot a conseguir su segundo título de la Premier League en la era moderna. Títulos: Copa de la Liga 2021/22 y 2023/24; FA Cup 2021/22; Community Shield 2022; y Premier League 2024/25.

### Bayern de Múnich
En julio de 2025, se hizo oficial su fichaje por el Bayern de Múnich de la Bundesliga de Alemania. El nuevo fichaje llegó a Alemania por la puerta grande, gracias a la cantidad pactada con el Liverpool para su fichaje: alrededor de 69 millones de libras. Luis Díaz debutó con el Bayern Múnich, en 2 de agosto de 2025, en un amistoso ante el Lyon en el Allianz Arena, que finalizó con victoria del equipo local por 2-1.

## Selección nacional

### Categorías inferiores
Se dio a conocer en la Copa Americana de Pueblos Indígenas 2015 en donde disputó 5 partidos y anotó 1 gol.
| Torneo                                   | Sede  | Resultado  | PJ | GA | Asis |
| ---------------------------------------- | ----- | ---------- | -- | -- | ---- |
| Copa Americana de Pueblos Indígenas 2015 | Chile | Subcampeón | 5  | 1  | N/A  |

Fue convocado por la selección sub-20 de Colombia para disputar el Campeonato Sudamericano Sub-20 de 2017 en Ecuador.

#### Participaciones enSudamericano Sub-20
| Sudamericano                           | Sede    | Resultado  | PJ | GA | Asis |
| -------------------------------------- | ------- | ---------- | -- | -- | ---- |
| Campeonato Sudamericano Sub-20 de 2017 | Ecuador | Fase Final | 5  | 0  | 0    |

### Selección absoluta
El 28 de agosto de 2018 recibe su primera convocatoria a la Selección Colombia para los amistosos ante Venezuela y Argentina por el DT encargado Arturo Reyes Montero. El 11 de septiembre el técnico lo hace debutar en el empate 0-0 con Argentina, jugando los últimos minutos del segundo tiempo. 
En marzo de 2019 es llamado nuevamente para los amistosos frente a Japón y Corea del Sur, jugando los últimos minutos del primer partido y jugando contra Corea del Sur los 90 minutos y marcando su primer gol con la tricolor en la derrota 2 por 1. El 30 de mayo fue seleccionado en la lista final de 23 jugadores que disputarían la Copa América 2019 en Brasil. El 19 de junio debutó en la competencia en la victoria 1-0 sobre Catar, ingresando por Roger Martínez. El 3 de junio de 2021 marcó su segundo gol y el primero oficial en la victoria de Colombia 0-3 sobre Perú. El 23 de junio por la fecha 4 de Copa América 2021, anotó en la derrota de Colombia 2-1 contra Brasil. El 6 de julio volvería a marcar en el empate de Colombia 1-1 con Argentina en semifinales de Copa América 2021, al final cayeron 3-2 en penales. Tres días después cerraba dicha competencia con un doblete en la victoria de Colombia 3-2 sobre Perú. En este torneo fue una de las grandes figuras y goleador de su equipo. El 9 de septiembre anotó en la victoria de Colombia 3-1 sobre Chile por las Eliminatorias a Catar 2022. El 24 de marzo de 2022 volvió a marcar en las Eliminatorias, anotó y dio una asistencia en la victoria de Colombia 3-0 sobre Bolivia.

#### Participaciones enEliminatorias al Mundial
| Eliminatoria                               | Sede del Mundial                | Posición               | Resultado  | PJ | GA | Asis |
| ------------------------------------------ | ------------------------------- | ---------------------- | ---------- | -- | -- | ---- |
| Eliminatorias Mundial de Catar 2022        | Catar                           | 6°lugar 23pts          | Eliminado  | 16 | 3  | 1    |
| Eliminatorias Mundial de Norteamérica 2026 | Estados Unidos, México y Canadá | 6°lugar 22pts          | En disputa | 15 | 7  | 1    |
| Total en Eliminatorias                     | Total en Eliminatorias          | Total en Eliminatorias | 0/1        | 31 | 10 | 2    |

#### Participaciones enCopas América
| Torneo                 | Sede                   | Resultado              | PJ | GA | Asis |
| ---------------------- | ---------------------- | ---------------------- | -- | -- | ---- |
| Copa América 2019      | Brasil                 | Cuartos de final       | 3  | 0  | 0    |
| Copa América 2021      | Brasil                 | Tercer lugar           | 5  | 4  | 0    |
| Copa América 2024      | Estados Unidos         | Subcampeón             | 6  | 2  | 0    |
| Total en Copas América | Total en Copas América | Total en Copas América | 14 | 6  | 0    |

### Goles internacionales
| #  | Fecha                   | Lugar                                                  | Rival         | Gol   | Resultado | Competición                |
| -- | ----------------------- | ------------------------------------------------------ | ------------- | ----- | --------- | -------------------------- |
| 1  | 26 de marzo de 2019     | Estadio Mundialista, Seúl, Corea del Sur               | Corea del Sur | 1 - 1 | 2 - 1     | Amistoso                   |
| 2  | 3 de junio de 2021      | Estadio Nacional, Lima, Perú                           | Perú          | 0 - 3 | 0 - 3     | Eliminatorias Mundial 2022 |
| 3  | 23 de junio de 2021     | Estadio Nilton Santos, Río de Janeiro, Brasil          | Brasil        | 0 - 1 | 2 - 1     | Copa América 2021          |
| 4  | 6 de julio de 2021      | Estadio Mané Garrincha, Brasilia, Brasil               | Argentina     | 1 - 1 | 1 - 1     | Copa América 2021          |
| 5  | 9 de julio de 2021      | Estadio Mané Garrincha, Brasilia, Brasil               | Perú          | 2 - 1 | 3 - 2     | Copa América 2021          |
| 6  | 9 de julio de 2021      | Estadio Mané Garrincha, Brasilia, Brasil               | Perú          | 3 - 2 | 3 - 2     | Copa América 2021          |
| 7  | 9 de septiembre de 2021 | Estadio Metropolitano, Barranquilla, Colombia          | Chile         | 3 - 1 | 3 - 1     | Eliminatorias Mundial 2022 |
| 8  | 24 de marzo de 2022     | Estadio Metropolitano, Barranquilla, Colombia          | Bolivia       | 1 - 0 | 3 - 0     | Eliminatorias Mundial 2022 |
| 9  | 20 de junio de 2023     | Veltins Arena, Gelsenkirchen, Alemania                 | Alemania      | 0 - 1 | 0 - 2     | Amistoso                   |
| 10 | 16 de noviembre de 2023 | Estadio Metropolitano, Barranquilla, Colombia          | Brasil        | 1 - 1 | 2 - 1     | Eliminatorias Mundial 2026 |
| 11 | 16 de noviembre de 2023 | Estadio Metropolitano, Barranquilla, Colombia          | Brasil        | 2 - 1 | 2 - 1     | Eliminatorias Mundial 2026 |
| 12 | 15 de junio de 2024     | Estadio Pratt & Whitney, East Hartford, Estados Unidos | Bolivia       | 3 - 0 | 3 - 0     | Amistoso                   |
| 13 | 28 de junio de 2024     | State Farm Stadium, Glendale, Estados Unidos           | Costa Rica    | 1 - 0 | 3 - 0     | Copa América 2024          |
| 14 | 6 de julio de 2024      | State Farm Stadium, Glendale, Estados Unidos           | Panamá        | 3 - 0 | 5 - 0     | Copa América 2024          |
| 15 | 6 de septiembre de 2024 | Estadio Nacional, Lima, Perú                           | Perú          | 1 - 1 | 1 - 1     | Eliminatorias Mundial 2026 |
| 16 | 15 de octubre de 2024   | Estadio Metropolitano, Barranquilla, Colombia          | Chile         | 2 - 0 | 4 - 0     | Eliminatorias Mundial 2026 |
| 17 | 20 de marzo de 2025     | Estadio Mané Garrincha, Brasilia, Brasil               | Brasil        | 1 - 1 | 2 - 1     | Eliminatorias Mundial 2026 |
| 18 | 25 de marzo de 2025     | Estadio Metropolitano, Barranquilla, Colombia          | Paraguay      | 1 - 0 | 2 - 2     | Eliminatorias Mundial 2026 |
| 19 | 10 de junio de 2025     | Estadio Monumental, Buenos Aires, Argentina            | Argentina     | 0 - 1 | 1 - 1     | Eliminatorias Mundial 2026 |

## Estadísticas

### Clubes
Actualizado al último partido disputado el 16 de agosto de 2025.
| Club                          | Div.          | Temporada     | Liga  | Liga  | Liga   | Copas nacionales | Copas nacionales | Copas nacionales | Copas internacionales | Copas internacionales | Copas internacionales | Total | Total | Total  |
| Club                          | Div.          | Temporada     | Part. | Goles | Asist. | Part.            | Goles            | Asist.           | Part.                 | Goles                 | Asist.                | Part. | Goles | Asist. |
| ----------------------------- | ------------- | ------------- | ----- | ----- | ------ | ---------------- | ---------------- | ---------------- | --------------------- | --------------------- | --------------------- | ----- | ----- | ------ |
| Barranquilla F. C. · Colombia | 2.ª           | 2016          | 19    | 2     | 0      | 2                | 0                | 0                | ―                     | ―                     | ―                     | 21    | 2     | 0      |
| Barranquilla F. C. · Colombia | 2.ª           | 2017          | 15    | 1     | 1      | 6                | 0                | 0                | ―                     | ―                     | ―                     | 21    | 1     | 1      |
| Barranquilla F. C. · Colombia | Total club    | Total club    | 34    | 3     | 1      | 8                | 0                | 0                | 0                     | 0                     | 0                     | 42    | 3     | 1      |
| Junior · Colombia             | 1.ª           | 2017          | 12    | 0     | 0      | 7                | 0                | 0                | 4                     | 1                     | 0                     | 23    | 1     | 0      |
| Junior · Colombia             | 1.ª           | 2018          | 38    | 13    | 4      | 2                | 0                | 0                | 19                    | 3                     | 3                     | 59    | 16    | 7      |
| Junior · Colombia             | 1.ª           | 2019          | 17    | 2     | 2      | 2                | 1                | 0                | 5                     | 0                     | 0                     | 24    | 3     | 2      |
| Junior · Colombia             | Total club    | Total club    | 67    | 15    | 6      | 11               | 1                | 0                | 28                    | 4                     | 3                     | 106   | 20    | 9      |
| F. C. Oporto Portugal         | 1.ª           | 2019-20       | 29    | 6     | 4      | 11               | 4                | 1                | 10                    | 4                     | 1                     | 50    | 14    | 6      |
| F. C. Oporto Portugal         | 1.ª           | 2020-21       | 30    | 6     | 5      | 8                | 3                | 1                | 9                     | 2                     | 1                     | 47    | 11    | 7      |
| F. C. Oporto Portugal         | 1.ª           | 2021-22       | 18    | 14    | 5      | 4                | 0                | 1                | 6                     | 2                     | 0                     | 28    | 16    | 6      |
| F. C. Oporto Portugal         | Total club    | Total club    | 77    | 26    | 14     | 23               | 7                | 3                | 25                    | 8                     | 2                     | 125   | 41    | 19     |
| Liverpool F. C. Inglaterra    | 1.ª           | 2021-22       | 13    | 4     | 3      | 6                | 0                | 1                | 7                     | 2                     | 1                     | 26    | 6     | 5      |
| Liverpool F. C. Inglaterra    | 1.ª           | 2022-23       | 17    | 4     | 2      | 1                | 0                | 0                | 3                     | 1                     | 1                     | 21    | 5     | 3      |
| Liverpool F. C. Inglaterra    | 1.ª           | 2023-24       | 37    | 8     | 5      | 7                | 2                | 0                | 7                     | 3                     | 1                     | 51    | 13    | 6      |
| Liverpool F. C. Inglaterra    | 1.ª           | 2024-25       | 36    | 13    | 5      | 5                | 1                | 0                | 9                     | 3                     | 0                     | 50    | 17    | 5      |
| Liverpool F. C. Inglaterra    | Total club    | Total club    | 103   | 29    | 15     | 19               | 3                | 1                | 26                    | 9                     | 3                     | 148   | 41    | 19     |
| Bayern de Múnich · Alemania   | 1.ª           | 2025-26       | 0     | 0     | 0      | 1                | 1                | 0                | 0                     | 0                     | 0                     | 1     | 1     | 0      |
| Bayern de Múnich · Alemania   | Total club    | Total club    | 0     | 0     | 0      | 1                | 1                | 0                | 0                     | 0                     | 0                     | 1     | 1     | 0      |
| Total carrera                 | Total carrera | Total carrera | 281   | 73    | 36     | 62               | 12               | 4                | 79                    | 21                    | 8                     | 422   | 106   | 48     |

### Selección
Actualizado hasta el 10 de junio de 2025.
| Selección         | Año            | Amistosos | Amistosos | Copa América | Copa América | Mundial | Mundial | Eliminatorias | Eliminatorias | Total | Total | Prom. |
| Selección         | Año            | Part.     | Goles     | Part.        | Goles        | Part.   | Goles   | Part.         | Goles         | Part. | Goles | Prom. |
| ----------------- | -------------- | --------- | --------- | ------------ | ------------ | ------- | ------- | ------------- | ------------- | ----- | ----- | ----- |
| Colombia Indígena |                |           |           |              |              |         |         |               |               |       |       |       |
| 2015              | ―              | ―         | 5         | 1            | ―            | ―       | ―       | ―             | 5             | 1     | 0.2   |       |
| Total             | ―              | ―         | 5         | 1            | ―            | ―       | ―       | ―             | 5             | 1     | 0.2   |       |
| Colombia Sub-20   |                |           |           |              |              |         |         |               |               |       |       |       |
| 2017              | ―              | ―         | ―         | ―            | ―            | ―       | 5       | 0             | 5             | 0     | 0     |       |
| Total             | ―              | ―         | ―         | ―            | ―            | ―       | 5       | 0             | 5             | 0     | 0     |       |
| Colombia Absoluta |                |           |           |              |              |         |         |               |               |       |       |       |
| 2018              | 1              | 0         | ―         | ―            | ―            | ―       | ―       | ―             | 1             | 0     | 0     |       |
| 2019              | 10             | 1         | 3         | 0            | ―            | ―       | ―       | ―             | 13            | 1     | 0.08  |       |
| 2020              | ―              | ―         | ―         | ―            | ―            | ―       | 2       | 0             | 2             | 0     | 0     |       |
| 2021              | ―              | ―         | 5         | 4            | ―            | ―       | 10      | 2             | 15            | 6     | 0.4   |       |
| 2022              | 2              | 0         | ―         | ―            | ―            | ―       | 4       | 1             | 6             | 1     | 0.17  |       |
| 2023              | 2              | 1         | ―         | ―            | ―            | ―       | 6       | 2             | 8             | 3     | 0.38  |       |
| 2024              | 4              | 1         | 6         | 2            | ―            | ―       | 6       | 2             | 16            | 5     | 0.31  |       |
| 2025              | ―              | ―         | ―         | ―            | ―            | ―       | 3       | 3             | 3             | 3     | 1     |       |
| Total             | 19             | 3         | 14        | 6            | ―            | ―       | 31      | 10            | 64            | 19    | 0.29  |       |
| Total Colombia    | Total Colombia | 19        | 3         | 19           | 7            | ―       | ―       | 36            | 10            | 74    | 20    | 0.27  |

### Tripletes
| 1 | 5 de noviembre de 2024 | Anfield, Liverpool | Liverpool - Bayer Leverkusen |  | 4 - 0 | Champions League 2024-25 |

## Palmarés

### Campeonatos nacionales
| Título                | Equipo              | País       | Año     |
| --------------------- | ------------------- | ---------- | ------- |
| Copa Colombia         | Junior              | Colombia   | 2017    |
| Primera A             | Junior              | Colombia   | 2018-II |
| Superliga de Colombia | Junior              | Colombia   | 2019    |
| Primera A             | Junior              | Colombia   | 2019-I  |
| Primeira Liga         | F. C. Porto         | Portugal   | 2020    |
| Copa de Portugal      | F. C. Porto         | Portugal   | 2020    |
| Supercopa de Portugal | F. C. Porto         | Portugal   | 2020    |
| Primeira Liga         | F. C. Porto         | Portugal   | 2022    |
| Copa de Portugal      | F. C. Porto         | Portugal   | 2022    |
| Copa de la Liga       | Liverpool F. C.     | Inglaterra | 2022    |
| FA Cup                | Liverpool F. C.     | Inglaterra | 2022    |
| Community Shield      | Liverpool F. C.     | Inglaterra | 2022    |
| Copa de la Liga       | Liverpool F. C.     | Inglaterra | 2024    |
| Premier League        | Liverpool F. C.     | Inglaterra | 2025    |
| Supercopa de Alemania | F. C. Bayern Múnich | Alemania   | 2025    |

### Distinciones individuales
| Distinción                                                      | Año  |
| --------------------------------------------------------------- | ---- |
| Jugador del año (Acord Guajira)                                 | 2018 |
| Equipo ideal del Torneo Finalización 2018                       | 2018 |
| Once ideal del año en Colombia                                  | 2018 |
| Equipo Ideal de la Copa Sudamericana                            | 2018 |
| Jugador del partido contra Brasil en la Copa América 2021       | 2021 |
| Jugador del partido contra Perú en la Copa América 2021         | 2021 |
| Goleador de la Copa América 2021                                | 2021 |
| Equipo ideal de la Copa América 2021                            | 2021 |
| Mejor Jugador del mes de noviembre en Portugal                  | 2021 |
| Mejor Jugador del Año en Portugal                               | 2021 |
| Nominado al Premio Puskás 2021                                  | 2021 |
| Mejor Jugador de la Final de la FA Cup                          | 2022 |
| Nominado al Balón de Oro                                        | 2022 |
| Parte de los 100 mejores jugadores del mundo según The Guardian | 2022 |
| Nominado al Mejor Jugador del Año en los Globe Soccer Awards    | 2022 |
| Mejor Jugador del mes de abril en Liverpool                     | 2024 |
| Jugador del partido contra Costa Rica en la Copa América 2024   | 2024 |

## Vida personal
Díaz es de origen wayú, lo que lo convierte en el primer indígena colombiano en competir en fútbol. En junio de 2025, Díaz contrajo matrimonio con su novia, Gera Ponce.
Su hermano Jesús Manuel Díaz también es futbolista.

### Secuestro de sus padres
El 29 de octubre de 2023, los padres de Díaz habrían sido secuestrados por hombres armados en motocicletas en una gasolinera de Barrancas, su municipio natal. Su madre fue rescatada por la policía un día después, y se anunció una "gran búsqueda militar" para localizar a su padre. El presidente, Gustavo Petro, afirmó que "se han desplegado todas las fuerzas públicas" y al día siguiente, el general William Salamanca anunció una recompensa de hasta 200 millones de pesos por información sobre el paradero del padre de Díaz.
Según el Fiscal General Francisco Barbosa, se ha obtenido información "sobre la posibilidad de que su padre se encuentre en Venezuela", lo que "requeriría la intervención del presidente Petro". Díaz estuvo ausente en el siguiente partido de la Premier League del Liverpool contra Nottingham Forest, y su compañero Diogo Jota sostuvo la camiseta de Díaz durante la celebración de un gol. Después del partido, Jürgen Klopp afirmó que "estaba claro que teníamos que darle al juego un sentido extra y era luchar por Lucho". 
El 31 de octubre, se informó que las fuerzas colombianas se habían concentrado en su búsqueda en la Serranía de Perijá entre la frontera de Colombia y Venezuela. Al 3 noviembre, su padre seguía secuestrado por el grupo subversivo Ejército de Liberación Nacional, aunque ese grupo confirmó que tiene en su poder. El 8 de noviembre se inició su proceso de liberación en la cual, el 9 de noviembre fue dejado en libertad en la zona montañosa en noreste de Cesar y lo recibieron por la iglesia católica.
Su padre señaló que se reunió con Díaz por primera vez en una concentración de la Selección Colombia, después de su secuestro.

### Como cantante
También tiene su faceta como cantante quien hizo una colaboración con Ryan Castro y SOG con la canción «El Ritmo Que Nos Une».